# بني ماريسن (عين الصفا)
بني ماريسن هي إحدى مشيخات المملكة المغربية، تتبع جغرافيا لعمالة وجدة أنكاد وإداريًا لعين الصفا. يقدر عدد سكانها بـ 778 نسمة حسب الإحصاء الرسمي للسكان والسكنى لسنة 2004.